# Lilou Lluís
Artikeln följer den spanska namnseden; faderns efternamn är Lluís och moderns efternamn Valette.
Lilou Lluís Valette, född 28 juli 2006, är en spansk konstsimmare.

## Karriär
I augusti 2022 vid junior-VM i Québec var Lluís en del av Spaniens lag som tog guld i det fria lagprogrammet och silver i det tekniska lagprogrammet.
I februari 2024 vid VM i Doha var Lluís en del av Spaniens lag som tog silver i det tekniska lagprogrammet. I juni 2024 vid EM i Belgrad var hon en del av Spaniens lag som tog guld i det tekniska lagprogrammet. Vid olympiska sommarspelen 2024 i Paris var Lluís en del av Spaniens lag som tog brons i lagtävlingen.
Vid konstsim-EM 2025 i Funchal tog Lluís silver i det fria parprogrammet tillsammans med Iris Tió samt silver i det tekniska parprogrammet tillsammans med Txell Ferré. Hon var även en del av Spaniens lag som tog guld i det tekniska lagprogrammet och brons i det akrobatiska lagprogrammet. Vid VM 2025 i Singapore tog Lluís guld i det fria parprogrammet tillsammans med Iris Tió samt var en del av Spaniens lag som tog brons i både det tekniska och akrobatiska lagprogrammet.